# Monica Lidholt
Monica Birgitta Lidholt, född Johansson 28 april 1940 i Nikolai församling i Örebro, är en svensk före detta friidrottare (höjdhopp). Hon tävlade för klubben Glanshammars IF.